# Apostolepis intermedia
Apostolepis intermedia là một loài rắn trong họ Colubridae. Loài này được Koslowsky mô tả khoa học đầu tiên năm 1898.